# Liste der Naturdenkmale in Wesertal
Die Liste der Naturdenkmale in Wesertal nennt die auf dem Gebiet der Gemeinde Wesertal (vor Gemeindefusion Oberweser und Wahlsburg) im Landkreis Kassel in Hessen gelegenen Naturdenkmale. Dies sind gegenwärtig fünf Bäume.

## Bäume
| Bild                          | Bezeichnung | Ortsteil, Lage                                                | Beschreibung | Art             | Nr.      |
| ----------------------------- | ----------- | ------------------------------------------------------------- | --- | --------------- | -------- |
| mehr Fotos \| Fotos hochladen | 1 Linde     | Gieselwerder 51° 36′ 1,3″ N, 9° 33′ 5″ O                      | Winterlinde am nördlichen Ortsrand von Gieselwerder. Der Baum steht in der Nordecke des Burghofes, neben dem Rathaus, an der Brücke über die Weser. Stammumfang: 4,25 m(2005: 4,00 m) Höhe: 24 m Pflanzjahr: ca. 1855 OSM-Link zur Kartendarstellung: Winterlinde im Burghof von Gieselwerder                      | Tilia cordata   | 6.33.614 |
| mehr Fotos \| Fotos hochladen | 1 Buche     | Heisebeck 51° 35′ 6,9″ N, 9° 40′ 31,8″ O                      | Rotbuche ca. 1 km östlich des Ortsrandes von Heisebeck. Standort ist ein kleines Waldstück südlich der L 763. Stammumfang: 5,75 m Höhe: 20 m Pflanzjahr: ca. 1805 OSM-Link zur Kartendarstellung: Buche östlich von Heisebeck                                                                                      | Fagus sylvatica | 6.33.615 |
| mehr Fotos \| Fotos hochladen | 1 Eibe      | Lippoldsberg 51° 37′ 31,9″ N, 9° 33′ 24,1″ O                  | Eibe In der Ortsmitte von Lippoldsberg. Der Baum steht, heute unzugänglich, im ehemaligen Garten des Klosters Lippoldsberg, nordwestlich der Klosterkirche. Stammumfang: 1,80 m Höhe: 10 m Pflanzjahr: ca. 1825 OSM-Link zur Kartendarstellung: Eibe nordwestlich der Klosterkirche                                | Taxus           | 6.33.831 |
| mehr Fotos \| Fotos hochladen | 1 Eiche     | Lippoldsberg 51° 37′ 19″ N, 9° 33′ 34″ O                      | Stieleiche in Lippoldsberg. Standort des Baumes ist eine Grünfläche zwischen der Stettiner Straße und der Breslauer Straße. Die beeindruckende Eiche ist Bestandteil der dortigen Gedenkstätte. Stammumfang: 4,60 m Höhe: 21 m Pflanzjahr: ca. 1875 OSM-Link zur Kartendarstellung: Stieleiche an der Gedenkstätte | Quercus robur   | 6.33.832 |
| mehr Fotos \| Fotos hochladen | 1 Linde     | Oedelsheim, Oberdorfstraße 22 51° 35′ 26,7″ N, 9° 35′ 50,4″ O | Winterlinde in der Ortsmitte von Oedelsheim. Stammumfang: 2,90 m(2005: 2,80 m) Höhe: 22 m Pflanzjahr: ca. 1905 OSM-Link zur Kartendarstellung: Linde in Oedelsheim | Tilia cordata   | 6.33.618 |

## Belege
1. ↑  Nach dem amtlichen Kataster der Unteren Naturschutzbehörde des Landkreises Kassel und vor Ort Recherche im Mai 2017.
2. ↑  Messung 2021-05-01 in h=1,30 m
3. 1 2 3 4 5  Angaben zu Stammumfang 2005, Höhe und Pflanzjahr nach Rüdiger Germeroth, Horst Koenies, Reiner Kunz: Natürliches Kulturgut - Vergangenheit und Zukunft der Naturdenkmale im Landkreis Kassel, Herausgeber: Kreisausschuss des Landkreises Kassel, Untere Naturschutzbehörde, Wolfhagen, 2005, Anhang "Bäume" S. 186 ff. Das Pflanzjahr wurde über das dort geschätzte Alter und das Erscheinungsjahr (2005) der Publikation zurückgerechnet.
4. ↑  Messung 2017-05-25 in h=1,30 m bei Hangmitte
5. ↑  Messung 2021-05-01 in h=1,30 m
6. ↑  Messung 2017-05-25 in h=1,30 m

- Karte mit allen Koordinaten:
- OSM |
- WikiMap